# Aldealpozo
Aldealpozo – gmina w Hiszpanii, w prowincji Soria, w Kastylii i León, o powierzchni 11,87 km². W 2011 roku gmina liczyła 27 mieszkańców.